# حسن کامارا
حسن کامارا (انگلیسی: Hassane Kamara؛ زادهٔ ۵ مارس ۱۹۹۴) بازیکن فوتبال اهل فرانسه است.
از باشگاه‌هایی که در آن بازی کرده‌است می‌توان به باشگاه فوتبال استاد رنس و باشگاه فوتبال شاتورو اشاره کرد.
وی همچنین در تیم ملی فوتبال ساحل عاج بازی کرده‌است.